# Лапаївка (Підкарпатське воєводство)
Лапаївка (пол. Łapajówka) — село на Закерзонні в Польщі, у гміні Заріччя Переворського повіту Підкарпатського воєводства.
Населення — 291 особа (2011).

## Географія
Село розташоване на відстані 3 кілометри на північний захід від центру гміни села Заріччя, 8 кілометрів на південь від центру повіту міста Переворськ і 37 кілометрів на схід від центру воєводства — міста Ряшіва.

## Історія
В 1772 році внаслідок першого поділу Польщі село відійшло до імперії Габсбургів і ввійшло до складу австрійської провінції Галичина.
Відповідно до «Географічного словника Королівства Польського» в 1880 р. Лапаївка знаходилась у Ярославському повіті Королівства Галичини і Володимирії, було 284 мешканці, з них 269 римо-католиків, 1 греко-католик і 15 юдеїв. На той час унаслідок півтисячоліття латинізації та полонізації українці лівобережного Надсяння опинилися в меншості.
У міжвоєнний період село входило до ґміни Розьвениця Ярославського повіту Львівського воєводства, українці-грекокатолики (четверо) належали до парафії Полнятичі Порохницького деканату Перемишльської єпархії. Українці не могли протистояти антиукраїнському терору після Другої світової війни.
У 1975—1998 роках село належало до Перемишльського воєводства.

## Демографія
Демографічна структура станом на 31 березня 2011 року:
|          | Загалом | Допрацездатний вік | Працездатний вік | Постпрацездатний вік |
| -------- | ------- | ------------------ | ---------------- | -------------------- |
| Чоловіки | 152     | 36                 | 110              | 6                    |
| Жінки    | 139     | 22                 | 84               | 33                   |
| Разом    | 291     | 58                 | 194              | 39                   |